# Phantom Limb
Phantom Limb est un label discographique britannique de musique électronique, basé à Brighton.

## Histoire
De nombreuses sorties du label sont saluées par des publications telles que Bandcamp Daily, The Guardian, et Loud and Quiet, qui les désignent disques du jour, du mois ou de l'année. L'organisation propose également des services d'édition musicale (en partenariat avec le Wise Music Group) et de label, et dispose d'une agence live qui programme des tournées et des événements pour les artistes affiliés au label et pour d'autres artistes.
En 2022, à l'occasion de son cinquième anniversaire, le label est largement documenté par des plateformes en ligne telles que Bleep, Carhartt Work in Progress, HHV, The Ransom Note, Threads Radio et d'autres.